# Auguste Leroy
Auguste Leroy (1872-) was een Frans cellist.
Hij kreeg zijn muzikale opleiding aan het Conservatoire national supérieur de musique et de danse de Paris van Léon Jacquard en Joseph Salom en van Friedrich Grützmacher in Dresden. In 1894 werd aangekondigd dat hij voor een aantal concerten naar Scandinavië vertrok.
Hij gaf rond 1900 een aantal optredens in Oslo en omgeving en gaf daar ook les. Hij was ook te horen in Kopenhagen en Stockholm. Hij was toen verbonden aan de orkesten van het Christiania Theater en haar opvolger Nationaltheatret.
De componist Gaston Borch, eveneens Fransman en cellist, droeg zijn Andante pour violoncello avec accompagnement d’orchestre opus 35 aan hem op. Borch bevond zich rond 1900 ook in Oslo; hij was van Noorse afkomst.

## Enkele concerten
- 6 maart 1894: Hoofdartiest, samen met Lizzie Winge, amateurzangeres Christina Borgh en Gaston Borgh; Leroy speelde werken van Gabriel Pierné (Caprice), David Popper (derde deel van concert in e mineur), Jacquard (Etude de salon) en Popper (Tarantelle)
- 10 november 1894: concert samen met Martin Knutzen, Ellen Gulbransen en het orkest van het Christiania Theater onder leiding van Per Winge; hij speelde werken van Popper en Georg Golterman (Tarantello uit een Celloconcert)
- 11 november 1894: samen met Martin Knutzen (piano), Johan Halvorsen, Caroline Schøning (viool) en August Fries (altviool) speelde hij het Pianokwintet van Christian Sinding
- 21 maart 1896: concert van Martin Knutzen met medewerking van Ragna Goplen; Leroy speelde werken van Johann Sebastian Bach (Aria), Robert Schumann (Romance) en Pierné (Caprice)
- 23 mei 1900: Liefdadigheidconcert voor vakantiekampen; hij speelde samen met Hildur Andersen en Gustav Lange het pianotrio opus 50 van Pjotr Iljitsj Tsjaikovski.
- december 1900 met Martin Knutzen in Londen
- 6 februari ??? Een concert met zijn zusters Aline en Jane Leroy (piano) en Julienne Leroy (viool) in Salle Pleyel.